# Kristotomus flavus
Kristotomus flavus är en stekelart som beskrevs av Gupta 1990. Kristotomus flavus ingår i släktet Kristotomus och familjen brokparasitsteklar. Inga underarter finns listade i Catalogue of Life.